# Sint-Pauluskerk (Den Haag)

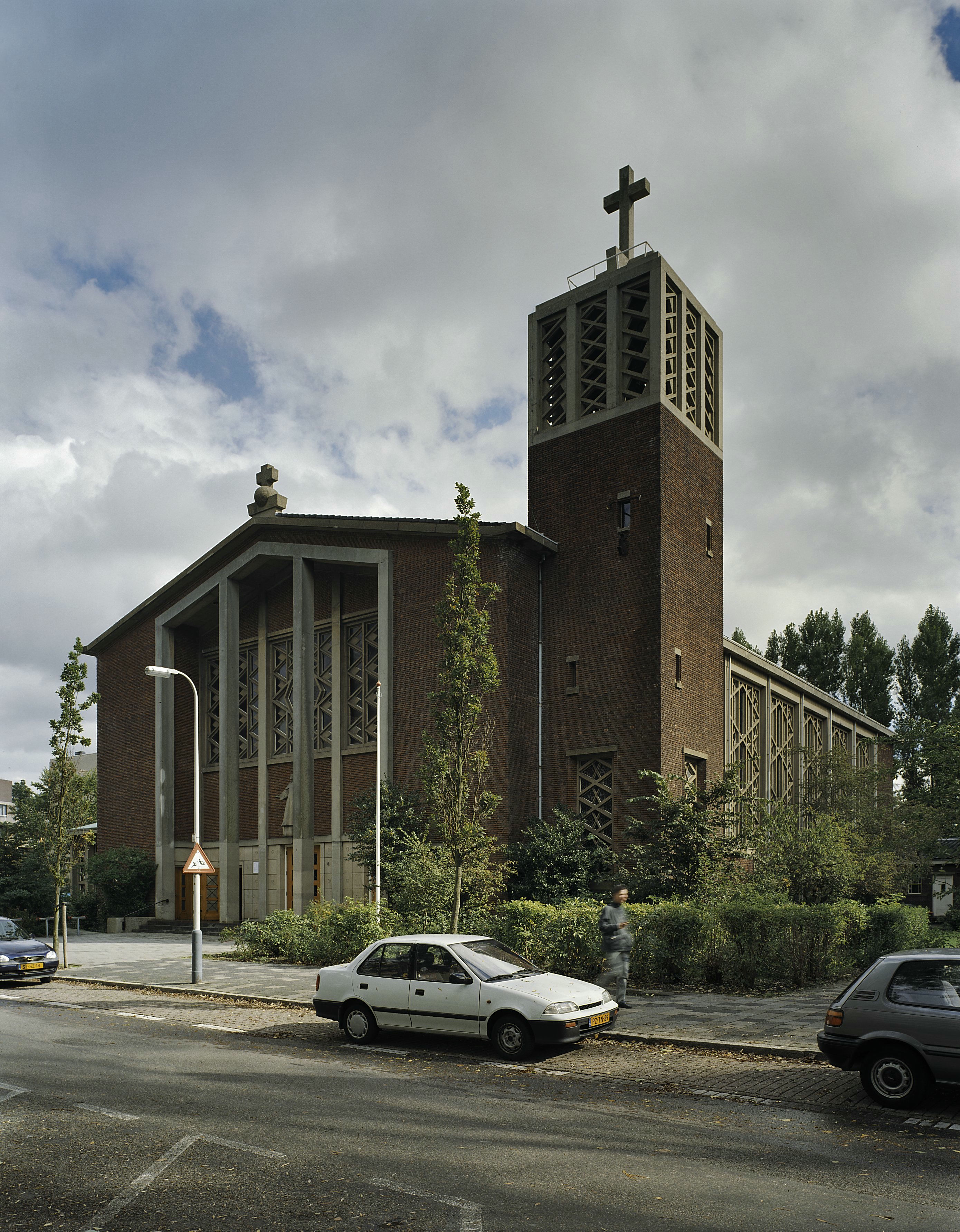
De Sint-Pauluskerk met glas-in-betonvensters

De Sint-Pauluskerk staat aan de Monseigneur Nolenslaan in Den Haag, ontworpen door F.A.W. van der Togt, en in 1956 in gebruik genomen. Thans is de kerk omgebouwd tot een appartementencomplex.

## Geschiedenis
De Sint-Pauluskerk is gebouwd naar ontwerp van de architect Frans van der Togt en in 1956 in gebruik genomen. De kerk is gebouwd in de wederopbouwperiode na de Tweede Wereldoorlog. De grote driebeukige kerk met breed middenschip, bestaande uit een (in het zicht gelaten) betonskelet, opgevuld met baksteen. Toren naast de voorgevel, bekroond door een kleine, opengewerkte lantaarn van beton. Voorgevel met loggia en drie portalen. Opmerkelijk, en vrij zeldzaam voor de kerkbouw uit de wederopbouwperiode, zijn de ramen, bestaande uit een traceerwerk van beton in geometrisch patroon. Deze vensters waren nooit officieel beglaasd met figuratieve voorstellingen (glas in beton). Alleen onder in de toren bevindt zich een klein raam uit het Haagse atelier Asperslagh. Op 13 september 2009 is de kerk officieel aan de R.-K. eredienst onttrokken. De parochie was al eerder samengegaan met de parochie O.L. Vrouw Hemelvaart in Den Haag-Loosduinen, met de neogotische kerk van E.J. Margry aan de Loosduinse Hoofdstraat. Het orgel (B. Pels & Zoon, 1960) is in 2010 verkocht aan de Gereformeerde Gemeente te Ede, en verhuisd naar de nieuwe kerk in de wijk Kernhem te Ede .

## Huidig gebruik
In 2018 is begonnen met de ombouw van kerk naar appartementencomplex. In totaal zijn er 21 woningen gerealiseerd, waarvan 11 appartementen in het bestaande kerkgebouw en 10 grondgebonden woningen op het terrein rondom de kerk.